# Andrij Pjatow
Andrij Walerijowytsch Pjatow (ukrainisch Андрій Валерійович П'ятов, englisch Andriy Valeriyovych Pyatov; * 28. Juni 1984 in Kirowohrad) ist ein ehemaliger ukrainischer Fußballtorwart und heutiger Fußballtrainer. Mit Schachtar Donezk gewann er 11-mal die ukrainische Meisterschaft und 2009 den UEFA-Pokal. Außerdem stand er zwischen 2007 und 2022 102-mal für die ukrainische Fußballnationalmannschaft auf dem Spielfeld.

## Spielerkarriere

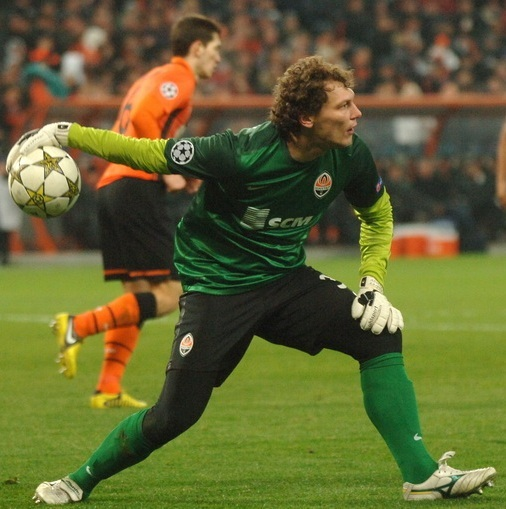
Andrij Pjatow im Trikot von Schachtar Donezk. (2012)

### Verein
Pjatow begann seine Karriere bei seinem Heimatverein Worskla Poltawa. 2007 wechselte er für etwa eine Million Euro zu Schachtar Donezk und löste dort Bohdan Schust als Stammtorhüter ab. Direkt in seinem ersten Jahr in Donezk konnte er mit seiner neuen Mannschaft die Meisterschaft, den Pokal und den Superpokal gewinnen. In der folgenden Saison 2008/09 schieden Pjatow und Donezk auf dem 3. Tabellenplatz bereits in der Gruppenphase aus der UEFA Champions League aus und spielten dadurch fortan im UEFA Cup weiter. Dort konnten sich die Ukrainer gegen Tottenham, ZSKA Moskau, Olympique Marseille und Dynamo Kiew durchsetzen und standen erstmals in der Vereinsgeschichte in einem internationalen Pokalfinale. Das Finale in Istanbul gewannen Pjatow und Donezk durch Tore von Luiz Adriano und Jádson mit 2:1 in der Verlängerung gegen Werder Bremen. Das darauffolgende Spiel im UEFA Super Cup verloren die Ukrainer mit 0:1 gegen den FC Barcelona. In den kommenden Jahren ging die erfolgreiche Zeit für Pjatow weiter und Donezk konnte regelmäßig die nationalen Wettbewerbe gewinnen. Im Jahr 2010 wurde Pjatow zum Spieler des Jahres der Premjer-Liha ausgezeichnet und im Laufe seiner Karriere auch insgesamt 6-mal zum Torhüter der Saison. Neben den nationalen Erfolgen und Auszeichnungen etablierte sich Donezk auch in den internationalen Wettbewerben. In der Champions League erreichte man 2010/11 das Viertelfinale und in der UEFA Europa League 2019/20 das Halbfinale. Ab der Saison 2020/21 musste Pjatow immer häufiger auf der Ersatzbank platzt nehmen, da der junge Anatolij Trubin den Vorzug im Tor erhielt. Anfang Juli 2023 beendete Pjatow daraufhin im Alter von 39 Jahren seine Fußballkarriere. Am 6. August 2023 wurde Pjatow im Rahmen des Freundschaftsspieles gegen Tottenham im Tottenham Hotspur Stadium offiziell verabschiedet. Er stand bei diesem Spiel ein letztes Mal in der Startelf von Donezk und wurde in der 17. Spielminute für Dmytro Riznyk ausgewechselt. Insgesamt absolvierte er in 16 Jahren 482 Pflichtspiele für Donezk und war damit zu diesem Zeitpunkt hinter Darijo Srna der Spieler mit den zweitmeisten Einsätzen für Schachtar Donezk.

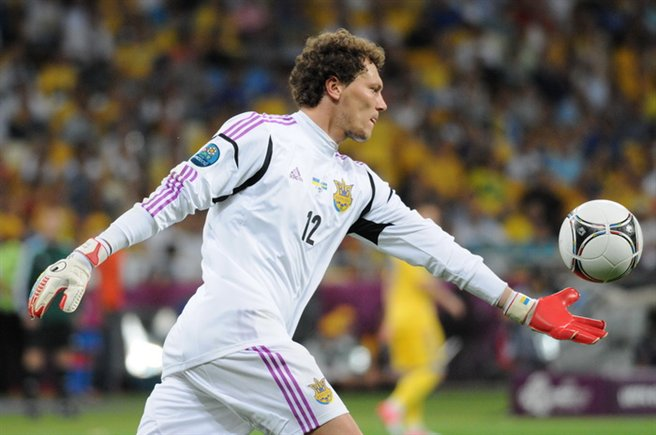
Andrij Pjatow im Trikot der ukrainischen Nationalmannschaft (2012)

### Nationalmannschaft
Er bestritt von 2004 bis 2006 20 Spiele für die U21-Auswahl der Ukraine und nahm mit dieser auch an der U21-Europameisterschaft 2006 in Portugal teil. Pjatow stand bei allen Spielen in diesem Turnier in der Startelf und die Auswahlmannschaft erreichte das Finale der Europameisterschaft. Dieses verlor die Ukraine allerdings deutlich mit 3:0 gegen die Niederlande.
Wegen einer Verletzung des Stammtorhüters Oleksandr Schowkowsky wurde Pjatow direkt im Anschluss an die U21-Europameisterschaft in das Aufgebot der A-Nationalmannschaft für die Weltmeisterschaft 2006 in Deutschland einberufen. Bei der Weltmeisterschaft kam er nicht zum Einsatz und er debütierte erst ein Jahr später im Freundschaftsspiel gegen Usbekistan am 22. August 2007. Nach seinem Debüt entwickelte er sich in den kommenden Jahren zum Stammtorhüter der Ukraine und gehörte auch zum Aufgebot für die Heim-Europameisterschaft 2012 in der Ukraine und Polen. Pjatow stand bei allen drei Spielen in der Gruppenphase im Tor der Ukrainer, doch nach Niederlagen gegen Frankreich und England schied die Auswahlmannschaft bereits vorzeitig aus dem Turnier aus. Auch 4 Jahre später war Pjatow der Stammtorhüter bei der Europameisterschaft 2016 in Frankreich. Genauso wie 2012 schied die Ukraine aber nach Niederlagen gegen Deutschland, Nordirland und Polen bereits in der Gruppenphase aus dem Turnier aus. Ab Ende 2020 spielte Pjatow immer seltener und bei der Europameisterschaft 2021 stand er zwar im Aufgebot der Ukraine, aber Heorhij Buschtschan war der Stammtorhüter bei diesem Turnier. Am 11. Juni 2022 bestritt Pjatow gegen Armenien sein 102. und auch letztes Länderspiel für die Ukraine.

### Erfolge und Auszeichnungen

#### Schachtar Donezk
- Ukrainischer Meister (11): 2007/08, 2009/10, 2010/11, 2011/12, 2012/13, 2013/14, 2016/17, 2017/18, 2018/19, 2019/20 und 2022/23
- Ukrainischer Pokalsieger (8): 2007/08, 2010/11, 2011/12, 2012/13, 2015/16, 2016/17, 2017/18 und 2018/19
- Ukrainischer Superpokalsieger (8): 2008, 2010, 2012, 2013, 2014, 2015, 2017 und 2021
- UEFA-Pokalsieger: 2008/09

#### Individuelle Auszeichnungen
- Spieler der Jahres der Premjer-Liha: 2010[3]
- Torhüter der Saison der Premjer-Liha (6): 2009/10, 2013/14, 2015/16, 2016/17, 2017/18 und 2018/19

### Statistik

#### Im Verein
Absolvierte Spiele, aufgeteilt zwischen den unterschiedlichen Vereinen und Wettbewerben.
| Verein           | Zeitraum   | Wettbewerb                    | Spiele |
| ---------------- | ---------- | ----------------------------- | ------ |
| Worskla Poltawa  | 2001–2007  | Premjer-Liha                  | 43     |
| Worskla Poltawa  | 2001–2007  | Ukrainischer Fußballpokal     | 3      |
| Worskla Poltawa  | 2001–2007  | Insgesamt:                    | 46     |
| Schachtar Donezk | 2007–2023  | Premjer-Liha                  | 301    |
| Schachtar Donezk | 2007–2023  | Ukrainischer Fußballpokal     | 39     |
| Schachtar Donezk | 2007–2023  | Ukrainischer Fußball-Supercup | 10     |
| Schachtar Donezk | 2007–2023  | UEFA Champions League 1       | 87     |
| Schachtar Donezk | 2007–2023  | UEFA Europa League 1          | 35     |
| Schachtar Donezk | 2007–2023  | UEFA-Pokal                    | 9      |
| Schachtar Donezk | 2007–2023  | UEFA Super Cup                | 1      |
| Schachtar Donezk | 2007–2023  | Insgesamt:                    | 482    |
| Insgesamt:       | Insgesamt: | Insgesamt:                    | 528    |

#### In der Nationalmannschaft
Absolvierte Länderspiele, aufgeteilt zwischen den unterschiedlichen Nationalmannschaften und Wettbewerben bzw. Turnieren.
| Nationalmannschaft | Zeitraum   | Wettbewerb bzw. Turnier      | Spiele |
| ------------------ | ---------- | ---------------------------- | ------ |
| Ukraine U21        | 2004–2006  | EM-Qualifikation U21         | 6      |
| Ukraine U21        | 2004–2006  | U21-Europameisterschaft 2006 | 5      |
| Ukraine U21        | 2004–2006  | Freundschaftsspiele          | 9      |
| Ukraine U21        | 2004–2006  | Insgesamt:                   | 20     |
| Ukraine            | 2006–2022  | WM-Qualifikation             | 37     |
| Ukraine            | 2006–2022  | EM-Qualifikation             | 23     |
| Ukraine            | 2006–2022  | Weltmeisterschaft 2006       | 0      |
| Ukraine            | 2006–2022  | Europameisterschaft 2012     | 3      |
| Ukraine            | 2006–2022  | Europameisterschaft 2016     | 3      |
| Ukraine            | 2006–2022  | Europameisterschaft 2021     | 0      |
| Ukraine            | 2006–2022  | UEFA Nations League          | 7      |
| Ukraine            | 2006–2022  | Freundschaftsspiele          | 29     |
| Ukraine            | 2006–2022  | Insgesamt:                   | 102    |
| Insgesamt:         | Insgesamt: | Insgesamt:                   | 122    |

## Trainerkarriere
Direkt im Anschluss an seine Spielerkarriere schloss sich Pjatow als Torwart-Trainer dem Trainerteam von Schachtar Donezk an.